# Hod Hasharon
Hod HaSharon (הוֹד הַשָּׁרוֹן) est une ville d'Israël située dans le district centre.

## Histoire
Hod Hasharon a été créée en 1964[réf. souhaitée] quand les colonies de Magdiel, Ramatayim, Hadar, et Ramat Hadar ont fusionné. Hod Hasharon a été gouvernée par un conseil local jusqu'à ce qu'elle soit déclarée ville en 1990.

## Géographie
Hod HaSharon est situé sur le centre d'Israël, sur la plaine côtière israélienne. La ville est située à environ 10 kilomètres à l'est de la côte méditerranéenne, au sud de Kfar Saba, au sud-est de Ra'anana, et au nord-est de Ramat Ha-Sharon. La ville est à environ 8 kilomètres à l'ouest de la Cisjordanie et à 8 kilomètres au nord-est du centre de Tel Aviv.

## Démographie
La composition ethnique de la ville était en 2006 de 99,9 % juifs et autres non-arabes, sans importante population arabe. En 2006, 77 immigrants arrivant en Israël se sont installés à Hod HaSharon, leur premier lieu de résidence dans le pays, dont 68,8 % avaient moins de 18 ans. 6,8 % de la population de la ville est constituée d'immigrants vers Israël depuis 1990. Il est prévu que la ville ait 80 000 habitants en 2025. La densité de population de Hod HaSharon est la plus basse dans la plaine de Sharon.

## Personnalités liées à la commune
- Ron Arad (pilote) (1958-1988), officer de l'Israel air force, en 1986, déclaré disparu en action.
- Danny Ayalon (1955- ), homme politique et ambassadeur.
- Keren Leibovitch (1973- ), champion paralympique de natation.
- Bar Refaeli (1985- ), modèle et actrice.
- Imri Ziv (1991), chanteur et participant au Concours Eurovision de la chanson 2017
- Netta Barzilai (1993- ), chanteuse et vainqueur du Concours Eurovision de la chanson 2018
- Shira Haas (1994-), comédienne.
- Dor Peretz (1995-) footballeur du Maccabi Tel-Aviv Football Club ;
- Noa Cohen (2002-), actrice et mannequin.

## Relations internationales

### Jumelage
La ville de Hod Hasharon est jumelée avec les villes suivantes :
| Ville | Ville   | Pays | Pays      |
| ----- | ------- | ---- | --------- |
|       | Dorsten |      | Allemagne |
|       | Sinaia  |      | Roumanie  |

 İzmir (Turquie)